# Campeonato Carioca de Voleibol Feminino de 2021
O Campeonato Carioca de Voleibol Feminino de 2021 foi a 76ª edição do também chamado campeonato estadual adulto na variante feminina do Rio de Janeiro..

## Formato
O campeonato disputado por duas equipes, se enfrentam numa série melhor de dois jogos, em caso os times empatem em número de partidas vencidas  o desempate ocorrerá no Set de ouro (Golden set).

## Fase única
Resultados
| 19 de outubro de 2021 19:30 Relatório | Sesc-RJ Flamengo | 3 – 0             | Fluminense | Ginásio do Tijuca Tênis Clube, Rio de Janeiro |
| 19 de outubro de 2021 19:30 Relatório | 25               | Set 1 Set 2 Set 3 | 23 16 23   | Ginásio do Tijuca Tênis Clube, Rio de Janeiro |

| 22 de outubro de 2021 21:30 [Relatório] | Fluminense  | 3 – 1                   | Sesc-RJ Flamengo | Ginásio do Tijuca Tênis Clube, Rio de Janeiro Árbitro(s): BR-RJ Marcelo Leandro BR-RJ Paula Silva |
| 22 de outubro de 2021 21:30 [Relatório] | 25 22 25 27 | Set 1 Set 2 Set 3 Set 4 | 18 25 21 25      | Ginásio do Tijuca Tênis Clube, Rio de Janeiro Árbitro(s): BR-RJ Marcelo Leandro BR-RJ Paula Silva |

| 22 de outubro de 2021 Golden set [Relatório] | Fluminense | 0 – 1 | Sesc-RJ Flamengo | Ginásio do Tijuca Tênis Clube, Rio de Janeiro Árbitro(s): BR-RJ Marcelo Leandro BR-RJ Paula Silva |
| 22 de outubro de 2021 Golden set [Relatório] | 15         | Set 1 | 25               | Ginásio do Tijuca Tênis Clube, Rio de Janeiro Árbitro(s): BR-RJ Marcelo Leandro BR-RJ Paula Silva |

## Premiação
| Campeonato Carioca de Voleibol de 2021 |
| Rio de Janeiro                         |
| -------------------------------------- |
| Sesc-RJ Flamengo Campeão (17º título)  |